# Ivan Zoni
Ivan Zoni (Piacenza, 29 aprile 1982) è un fumettista e illustratore italiano.

## Biografia
Dopo la maturità, nel 2004 si diploma presso la Scuola del Fumetto di Milano. Attualmente vive e lavora a Parma.
Il suo debutto professionale avviene nel 2004 come disegnatore della seconda serie del fumetto Jonathan Steele, edito da Star Comics e sceneggiato da Federico Memola. Tra il 2004 e il 2010 disegna sui numeri 10, 17, 28 e 42 degli Albi di Jonathan Steele. Sempre per Star Comics disegna anche il numero 5 di Rourke e il numero 18 di Huntik con Teresa Marzia.
Nel 2012 passa alla Sergio Bonelli Editore ed entra nella squadra dei disegnatori delle serie Nathan Never e Agenzia Alfa. Per gli Albi di Nathan Never disegna i numeri 295 e 307. Per Agenzia Alfa disegna i numeri 28, 29 e 42. Per la serie "Le Storie" di Cassidy è disegnatore del numero 3/2020, "L'uomo dei sogni", insieme ad Armitano e Tommaso Bianchi, per il soggetto e la sceneggiatura di Pasquale Ruju. Nel 2021 è copertinista della miniserie "Nathan Never Missione Giove", creata da Bepi Vigna.
Contemporaneamente all'attività di fumettista ha illustrato giochi da tavolo editi da Placentia Games, Ark & Noah e Florenza, quest'ultimo vincitore del premio "Miglior progetto editoriale" alla prestigiosa fiera di Lucca Comics & Games, edizione 2010.
È tra gli ideatori della manifestazione Fullcomics & Games, che in dieci edizioni dal 2005 al 2014 ha ospitato numerosi fumettisti di fama nazionale ed internazionale. Per la stessa manifestazione ha realizzato diversi manifesti ufficiali.
Per Primiceri Editore ha illustrato libri per l'infanzia tra cui "Il Treno che Porta al Mare", vincitore della XXV edizione del Premio "Scelto da Noi" dedicato alla letteratura per bambini, "Mattia e la Matita Magica" e "La Libertà del Mare", quest'ultimo unico libro per ragazzi dedicato alla vicenda storica dell'Isola delle Rose e presentato ufficialmente a Rimini il 21 luglio 2017 durante la XXI edizione di Riminicomix. Per la stessa casa editrice è anche illustratore delle copertine della collana "Classici".
Su testi di Davide Rigamonti ha disegnato il settimo e ottavo numero, intitolati Alba digitale e Vendetta, della miniserie Nick Raider. Le nuove indagini, pubblicati rispettivamente nel maggio e nel giugno del 2022 da Sergio Bonelli Editore.

## Pubblicazioni
- L'estate oscura, nel numero 10, seconda serie di Jonathan Steele, "I segreti di Atlantide" (Star Comics, 2005)
- Fuori dall'ombra, nel numero 17, seconda serie di Jonathan Steele, "Il mio nemico" (Star Comics, 2006)
- Paradiso perduto, numero 28,  seconda serie di Jonathan Steele, "Paradiso perduto" (Star Comics, 2007)
- La città silente, numero 42, seconda serie di Jonathan Steele, "La città silente" (Star Comics, 2008)
- Giorno maledetto, numero 5 di Rourke (Star Comics, 2009)
- Huntik, numero 18 (Star Comics, 2012)
- Il treno che porta al mare, con Salvatore Primiceri (Primiceri Editore, Padova 2013)
- Il bersaglio, nel numero 28 di Agenzia Alfa (Sergio Bonelli Editore, 2013)
- Crash test, nel numero 29 di Agenzia Alfa (Sergio Bonelli Editore, 2013)
- Mattia e la matita magica, con Salvatore Primiceri e Luca Giorgi (Primiceri Editore, Padova 2015)
- Scacco matto, numero 295 di Nathan Never (Sergio Bonelli Editore, 2015)
- Figli della violenza, numero 307 di Nathan Never (Sergio Bonelli Editore, 2016)
- La libertà del mare, con Salvatore Primiceri e Luca Giorgi (Primiceri Editore, Padova 2017)
- Il castello degli immortali, numero 42 di Agenzia Alfa (Sergio Bonelli Editore, 2019)
- Il fantasma della metropolitana, con Salvatore Primiceri (Primiceri Editore, Padova 2019)
- L'uomo dei sogni, numero 3 di Cassidy - Le Storie (Sergio Bonelli Editore, 2020)
- Copertina de La squadra Hawks, numero 1 della miniserie Nathan Never Missione Giove (Sergio Bonelli Editore, 2021)
- Copertina de La creatura nel ghiaccio, numero 2 della miniserie Nathan Never Missione Giove (Sergio Bonelli Editore, 2021)
- Copertina de Il segreto degli Eloym, numero 3 della miniserie Nathan Never Missione Giove (Sergio Bonelli Editore, 2021)
- Copertina de Viaggio infinito, numero 4 della miniserie Nathan Never Missione Giove (Sergio Bonelli Editore, 2021)
- Alba digitale, su testi di Davide Rigamonti, Nick Raider. Le nuove indagini n. 7 (Sergio Bonelli Editore, maggio 2022)
- Vendetta, su testi di Davide Rigamonti, Nick Raider. Le nuove indagini n.8 (Sergio Bonelli Editore, giugno 2022)
- Inverno, su testi di Davide Rigamonti, Nathan Never. Le stagioni del dolore. Speciale n.33 (Sergio Bonelli Editore, dicembre 2022)
- Giochi di potere, su testi di Michele Medda, Nathan Never. Giochi di potere. Speciale n.34 (Sergio Bonelli Editore, dicembre 2023)

## Riconoscimenti
1º classificato Premio "Scelto da Noi", XXV edizione, per il libro "Il treno che porta al mare" (con Salvatore Primiceri), Massa Marittima, 2019.